# Partia Przemysłowców i Przedsiębiorców Turkmenistanu
Partia Przemysłowców i Przedsiębiorców Turkmenistanu (turkm. Türkmenistanyň Senagatçylar we telekeçiler partiýasy) – turkmeńska centrowa partia polityczna. 

## Historia
Partia została założona 21 sierpnia 2012 jako druga po Demokratycznej Partii Turkmenistanu legalnie działająca formacja polityczna w kraju. Jej powstanie formalnie zakończyło obowiązujący od 1991 roku ustrój jednopartyjny. 10 czerwca 2013 przewodniczący partii Orazmämmet Mämmedow dostał mandat deputowanego do Madżylisu. 
15 grudnia 2013 w Turkmenistanie odbyły się pierwsze w historii wielopartyjne wybory parlamentarne. Partia Przemysłowców i Przedsiębiorców Turkmenistanu uzyskała 14 miejsc w 125-osobowym parlamencie. Frekwencja wyborcza wyniosła 91,33%. Przebieg wyborów został skrytykowany przez organizacje broniące praw człowieka.  
W grudniu 2017 nowym przewodniczącym partii został wybrany Saparmyrat Ovganov.
Pomimo zachowania pozorów pluralizmu politycznego, Partia Przemysłowców i Przedsiębiorców Turkmenistanu jest formacją lojalną wobec polityki rządzącej partii TDP.